# Cibory-Kołaczki
Cibory-Kołaczki – wieś w Polsce położona w województwie podlaskim, w powiecie białostockim, w gminie Zawady.
Wierni kościoła rzymskokatolickiego należą do parafii Przemienienia Pańskiego w Zawadach Kościelnych.

## Historia

### Historia miejscowości
W roku 1421 w aktach sądowych łomżyńskich wymieniony Stiborius de Kołak. Początkowo nazwane Ścibory, od 1471 Cibory.
Położone w dolnym odcinku rzeki Śliny. Wieś powstała w I połowie XV wieku w wyniku rozrostu wsi Cibory, założonej przed 1421 r. przez Ścibora Kołaka, herbu Kościesza z Kołak. Zamieszkiwana przez Ciborowskich, którzy również obecnie przeważają wśród mieszkańców wsi. Jedna z wsi okolicy szlacheckiej Cibory, w skład której wchodziły
- Cibory Gołeckie, w 1827 roku 23 domy i 150 mieszkańców
- Cibory-Krupy
- Cibory-Chrzczony, 1827 – 10 domów i 100 mieszkańców
- Cibory-Marki
- Cibory-Witki
- Cibory-Kołaczki

Powierzchnia wymienionych miejscowości wynosiła 1688 morgów.
W wieku XIX w powiecie łomżyńskim, gmina Chlebiotki, parafia Zawady.
Według Powszechnego Spisu Ludności z 1921 roku wieś zamieszkiwały 33 osoby w 7 budynkach mieszkalnych. Miejscowość należała do parafii rzymskokatolickiej w Zawadach. Podlegała pod Sąd Grodzki i Okręgowy w Łomży; właściwy urząd pocztowy mieścił się w m. Zawady.
W wyniku napaści ZSRR na Polskę we wrześniu 1939 miejscowość znalazła się pod okupacją sowiecką. Od czerwca 1941 roku pod okupacją niemiecką. Od 22 lipca 1941 do wyzwolenia włączona w skład okręgu białostockiego III Rzeszy.
Do 1954 roku miejscowość należała do gminy Chlebiotki. W latach 1975–1998 miejscowość administracyjnie należała do województwa łomżyńskiego.

### Historia kościoła
Drewniany kościół w stylu barokowym, zbudowany w 1742 r. Pierwotnie w Zawadach. Wielokrotnie remontowany, między innymi 1789–1796, 1813, 1839, 1883. Od roku 1956 po wybudowaniu kościoła w Zawadach nieużytkowany. Przeniesiony na nowe miejsce w roku 1979.

## Obiekty zabytkowe
- drewniany, barokowy kościół filialny pod wezwaniem Narodzenia N.P. Marii, 2 poł. XVIII, 1979 przeniesiony z Zawad, nr rej.:346 z 17.11.1974
- drewniana dzwonnica, XVIII, 1979 przeniesiona wraz z kościołem z Zawad, nr rej.:347 z 28.11.1974[13].

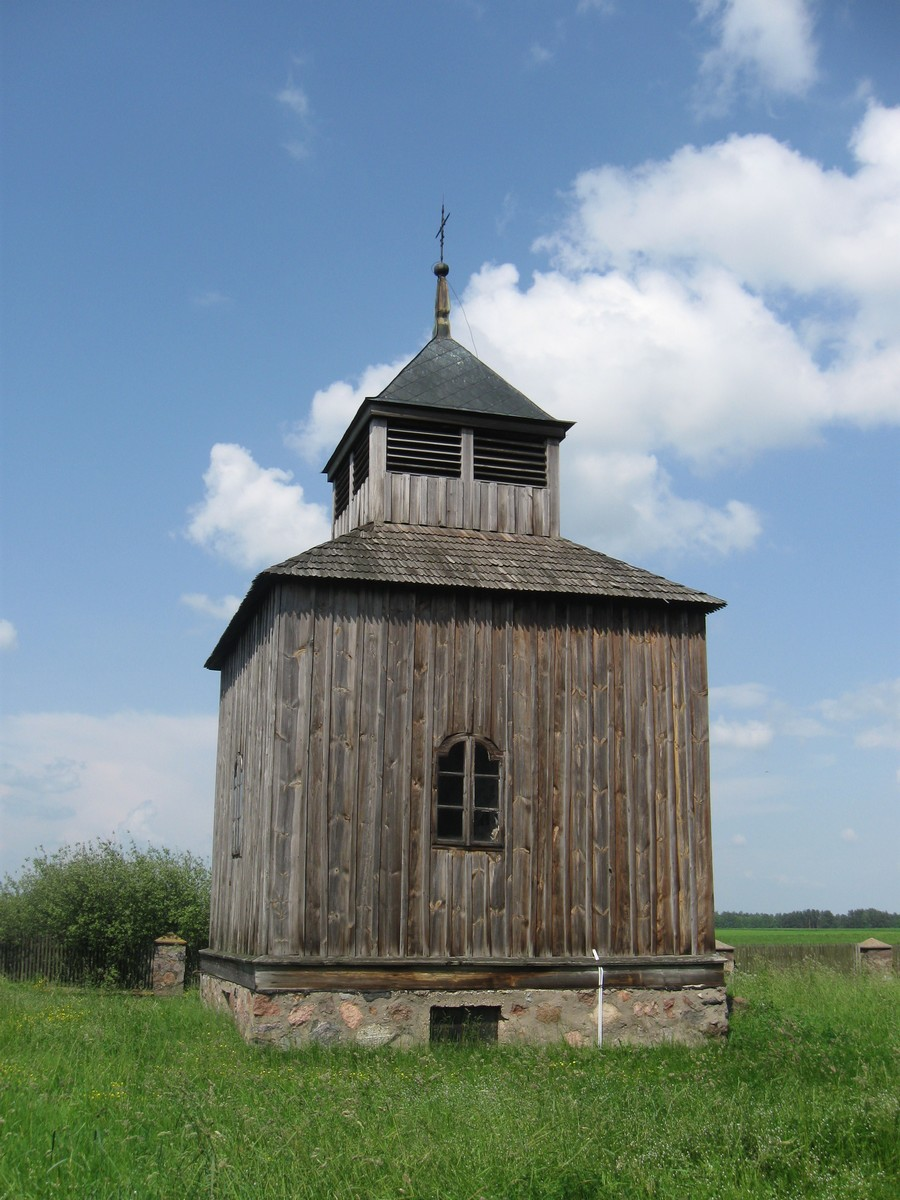
dzwonnica